# Kunsthalle Villa Kobe

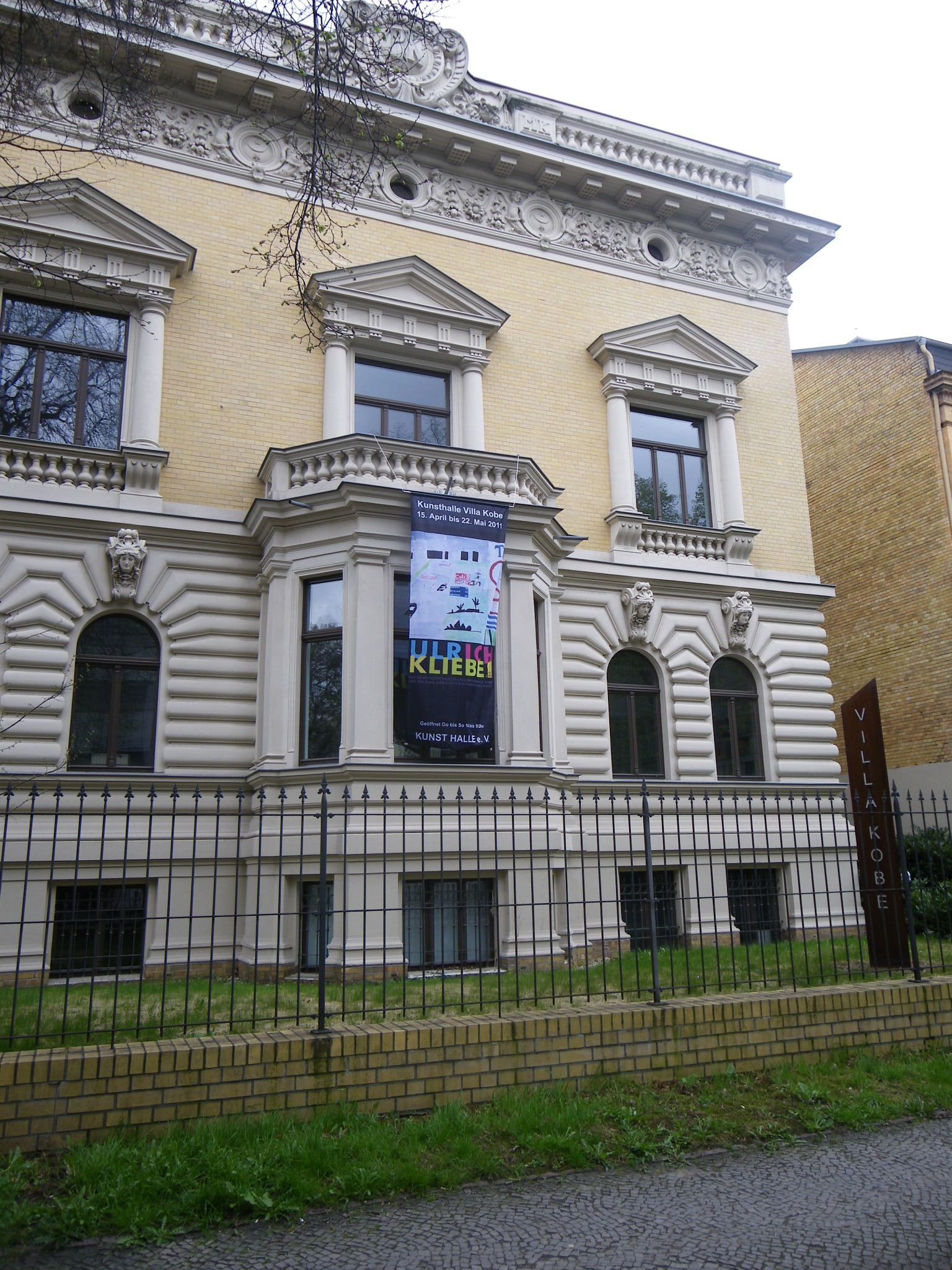
Kunsthalle Villa Kobe, 2011

Die Kunsthalle Villa Kobe war von 2000 bis 2012 ein Ausstellungsort für zeitgenössische Kunst in Halle (Saale) in der Nähe des Hauptbahnhofs.

## Geschichte
Im April 2000 öffnete die Villa Kobe als bauliche Hülle ihre Türen für die Region Halle. Während der Bauzeit fanden im Jahre 1999 auf der Baustelle zwei Vor-Ausstellungen an diesem Ort statt. Auf die Ausstellung „Essen und gegessen werden“ des Fachgebiets Keramik der Burg Giebichenstein unter Leitung von Antje Scharfe folgte im April 1999 unter künstlerischer Leitung von Dagmar Schmidt die Verleihung des Kunstförderpreises der Stadtwerke Halle zum Thema „Translation“. Für jeweils einen Monat wurde das Haus zur Kunst-Baustelle. Nach der Rekonstruktion erfolgte am 7. April 2000 in der Villa Kobe die erste Kunstausstellung. Mit Silvia Hatzl, Antje Kobe, Merve und C. A. Wasserburger präsentierten vier Künstler aus Wasserburg/Obb. ihre Werke. Kurz danach wurde hier der Kunstförderpreis 2000 der Stadtwerke Halle gemeinsam mit den Stadtwerken Leipzig für die Studierenden der Burg Giebichenstein Halle und der Hochschule für Grafik und Buchkunst (Leipzig) verliehen. Die von der Jury ausgezeichneten Werke zum Thema „Schmetterling“ wurden der Öffentlichkeit in der Villa Kobe präsentiert.
Ende 2012 schloss die Kunsthalle aus wirtschaftlichen Gründen.

## Ausstellungen
Den Anfang machte die Malereiausstellung „Ute Pleuger – Annette Schröter“ (Berlin/Leipzig) im November/Dezember 2000. Damit erhielten die beiden Professorinnen der Burg Giebichenstein Gelegenheit, am Ort des beruflichen Wirkens ihre künstlerische Auffassung mit eigenen Werken zu präsentieren. Es folgte im Februar/März 2001 die Ausstellung „RELATION (S) – Zeitgenössische Fotografie aus der Sammlung Michael Loulakis“ mit Aufnahmen von Henry Bond, Philip-Lorca diCorcia, Nan Goldin, Matthias Hoch, Candida Höfer, Axel Hütte, Esko Männikkö, Thomas Ruff, Jörg Sasse, Cindy Sherman, Beat Streuli, Thomas Struth und Albrecht Tübke.
Seit 2001 zeigt die Kunsthalle Villa Kobe Ausstellungen der Künstler Daniel Spoerri, Christoph Bergmann, Thomas Blase, Dietrich Bohley, Eva Mahn, Allen Jones, Mel Ramos, Irmtraud Ohme, Ulrich Reimkasten, Jürgen Brodwolf, Horst Antes, Linda McCartney, Boris Mikhailov, Inge Götze, Gilles Aillaud, Peter Casagrande, Stefanie Höllering, Knut Müller, Hans Salentin, Peter Reichenberger, Peter Huemer, Johann Julian Taupe, Uwe Pfeifer, Margit Jäschke, Dagmar Schmidt, Kuno Klötzer, Otto Möhwald, Peter Albert, Jens Küster, Kai Hügel, Ulrich Klieber sowie Willi Sitte.
Neben diesen Einzelausstellungen präsentiert die Kunsthalle Villa Kobe thematische Ausstellungen etwa zur modernen Architektur und Kunst am Bau in Halle. Eine davon war die von Eugen Gomringer kuratierte Ausstellung zur konkreten Kunst mit Werken von Karl-Heinz Adler, Josef Albers, Horst Bartnig, Jakob Bill, Hartmut Böhm, Bob Bonies, Andreas Brandt, Hellmut Bruch, Walter Dexel, Rupprecht Geiger, Karl Gerstner, Hans Jörg Glattfelder, Hermann Glöckner, Zbigniew Gostomski, Camille Graeser, Timo Heimann, Thomas P. Kausel, Alfons Kunen, Alfons Lachauer, Josef Linschinger, Richard Paul Lohse, Heike Mayr, Manfred Mohr, Marcello Morandini, François Morellet, Ben Muthofer, Aurelie Nemours, Jo Niemeyer, Peter Staechelin, Hardy Rensch, Vera Röhm, Nelly Rudin, Diet Sayler, Tom Mosley, H. W. Twardzik, Günther Uecker, Hasso von Henninges, Friedrich Vordemberge-Gildewart, Ludwig Wilding, Marylin Willis, Marcel Wyss und Shizuko Yoshikawa.
Der Helen Abbott Förderpreises, ausgerichtet 2003 im Bundesland Sachsen-Anhalt, ging an die beiden Künstler Christoph Bouet und Gert Kiermeyer. Ihnen ermöglichte die Villa Kobe 2004 eine Gruppenausstellung.
Das auf der Website dokumentierte Ausstellungsprogramm der Jahre 2000 bis 2011 in der Kunsthalle Villa Kobe wurde aus wirtschaftlichen Gründen nach rund elf Jahren beendet.

## Große Kunstausstellung
Eine organisatorische Besonderheit war die seit 2002 jährlich öffentlich ausgeschriebene Große Kunstausstellung als kuratierte Ausstellung für professionell arbeitende Künstler. Die Große Kunstausstellung Halle (Saale) wurde in den Jahren 2002 bis 2011 zehnmal durchgeführt. Dabei bewarben sich jeweils 200 bis 400 Künstler aus dem gesamten deutschsprachigen Raum. Die durch die Integration der Preisträger des vorherigen Jahres immer wieder anders zusammengesetzte Jury unter der Leitung von Dagmar Schmidt als Vorsitzender des künstlerischen Beirats stellte aus den Bewerbungen eine jeweils mit einem Katalog dokumentierte überregional wirksame Ausstellung zusammen.
Zu jeder Großen Kunstausstellung gehörte ein zur Finissage vergebener Publikumspreis sowie seit 2008 ein vorab bei der Vernissage vergebener Preis der Oberbürgermeisterin der Stadt Halle (Saale).
Preisträger des Publikumspreises: 2002: Uwe Pfeifer; 2003: Roland Fuhrmann; 2004: Thomas Haufe; 2005: Stefan Passig; 2006: Juliane Duda; 2007: Piotr Sonnewend; 2008: Carsten Klein; 2009: Sibylle Feucht; 2010: Kai Hügel; 2011: Shige Fujishiro
Preisträger der Kunsthalle Villa Kobe: 2006: Babak Nayebi
Preisträger des Preise der Oberbürgermeisterin: 2007: Mona Hakimi-Schüler, 2008: Carola Willbrandt; 2010: Christine Dockhorn; 2011: Ingo Duderstedt